# HD38952
HD38952 — хімічно пекулярна зоря спектрального класу A0, що має видиму зоряну величину в смузі V приблизно  8,4.
Вона  розташована на відстані близько 872,1 світлових років від Сонця.